# 唐瑜
唐瑜（1912年—2010年8月18日），别名阿郎，男，广东潮阳人，中国大陆早期报人，左联作家，是二流堂堂主，晚年与妻子定居北京昌平区。

## 生平
1927年秋离开家乡广东潮阳，到缅甸仰光。其兄是缅甸的富商。后来读到潘汉年发表在《幻洲》杂志上的文章，对其产生了敬仰之心，设法与潘汉年取得联系。1929年秋末从缅甸仰光回国到上海，后经潘汉年安排去西门书店工作。1930年加入左联，并在其秘密办公处工作打杂。同年5月30日参加五卅示威游行，被捕，后被判入狱半年。1932年淞沪战争爆发后，在孙师毅的安排下为《中华日报》编起了《电影新地》、《银座》、《电影艺术》等周刊。后潘汉年又安排其与孙师毅，袁殊三人办一份短命的四开《早报》。
抗日战争全面爆发后，唐瑜回到仰光，他哥哥给了他两部载满畅销物质的大卡车和一部小轿车，让他回国做生意。后来唐瑜将这些东西都卖了，在重庆建了不止两三出房屋。但都提供给当时流落到重庆的文人居住。其中第一套房子“依庐”给了夏衍一家，最后一栋是在中一路四德里下坡的四德村，也是最大的装修做考究的，叫“碧庐”，这也是中国文学史上有名的“二流堂”。当时常驻的有盛家伦、高集、吴祖光、方菁、高汾和吕恩，而当时文艺界、新闻界、演员们也大多把“依庐”当做是沙龙。
退休后去香港定居，后又被女儿带去美国，但最后还是回国，定居在北京昌平区。

## 社会交往
与潘汉年、夏衍、蔡楚生、孙师毅、杜国庠等人是莫逆之交。文革前，潘汉年从监狱里出来，怕连累朋友，没去见任何人。但唐瑜不怕被连累，多次邀潘来做客，唐瑜也成了当时潘汉年唯一探望的朋友。后来唐瑜还编了最早有关纪念潘汉年的文集《零落成泥香如故》。

## 家庭
妻子李德秀。

## 作品
- 《阿朗小品》，
- 《二流堂纪事》，三联书店，2005年11月，ISBN 9787108022653